# Видимість (геометрія)

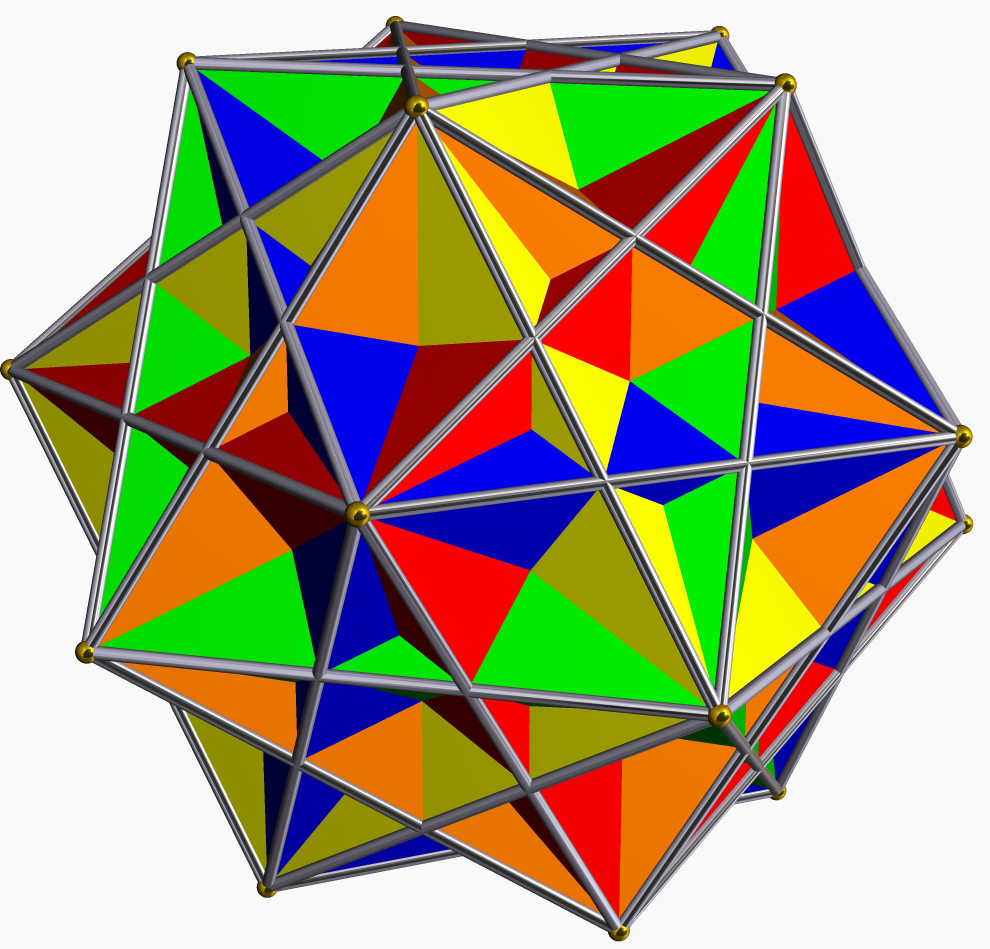
Композиція з п'яти кубів, в якій видно їхні краї.

Видимість у геометрії — це математична абстракція реального поняття видимості.
Коли задано множину перешкод, для двох точок в евклідовому просторі, кажуть, що вони видимі одна з одної, якщо відрізок, що їх з'єднує, не перетинається з жодною перешкодою. У довільному метричному просторі поняття відрізку замінюється поняттям найкоротшої. Наприклад, у земній сфері світло трохи викривляється і його шлях не можна передбачити ідеально, що ускладнює обчислення істинної видимості.
Обчислення видимості є базовою задачею обчислювальної геометрії та має застосування в комп'ютерній графіці, плануванні руху й інших областях.

## Концепції та задачі
- Видимість точки
- Видимість ребра[1][2]
- Многокутник видимості
- Слабка видимість (геометрія)
- Теорема галереї мистецтв
- Граф видимості[en]
  - Графік видимості вертикальних відрізків
- Задача маршруту караульного[en]
- Додатки комп'ютерної графіки:
  - Визначення прихованих поверхонь[en]
  - Видалення невидимих ліній[en]
  - Z-буферизація
  - Портальна платформа[en]
- Зіркоподібний многокутник
  - Ядро багатокутника
- Isovist[en]
- Панорама
- Алгоритм художника

### Програмне забезпечення
- VisiLibity: A free open source C++ library of floating-point visibility algorithms and supporting data types [Архівовано 18 січня 2018 у Wayback Machine.]

| Додекаедр | Це незавершена стаття з геометрії. Ви можете допомогти проєкту, виправивши або дописавши її. |